# Студёный Ключ (Елабужский район)
 Студёный Ключ  — поселок в Елабужском районе Татарстана. Входит в состав Старокуклюкского сельского поселения.

## География
Находится в северной части Татарстана на расстоянии приблизительно 28 км на северо-запад по прямой от районного центра города Елабуга у речки Куклюк.

## История
Известен с 1680 года как Починок Студёный Ключ. Упоминался также как Зиняр (Зинери).

## Население
Постоянных жителей было в 1905—156, в 1920—159, в 1926—173, в 1938—418, в 1958—223, в 1970—114, в 1979 — 70, в 1989 — 84. Постоянное население составляло 83 человека (мари 89 %) в 2002 году, 53 в 2010.